# SMATV

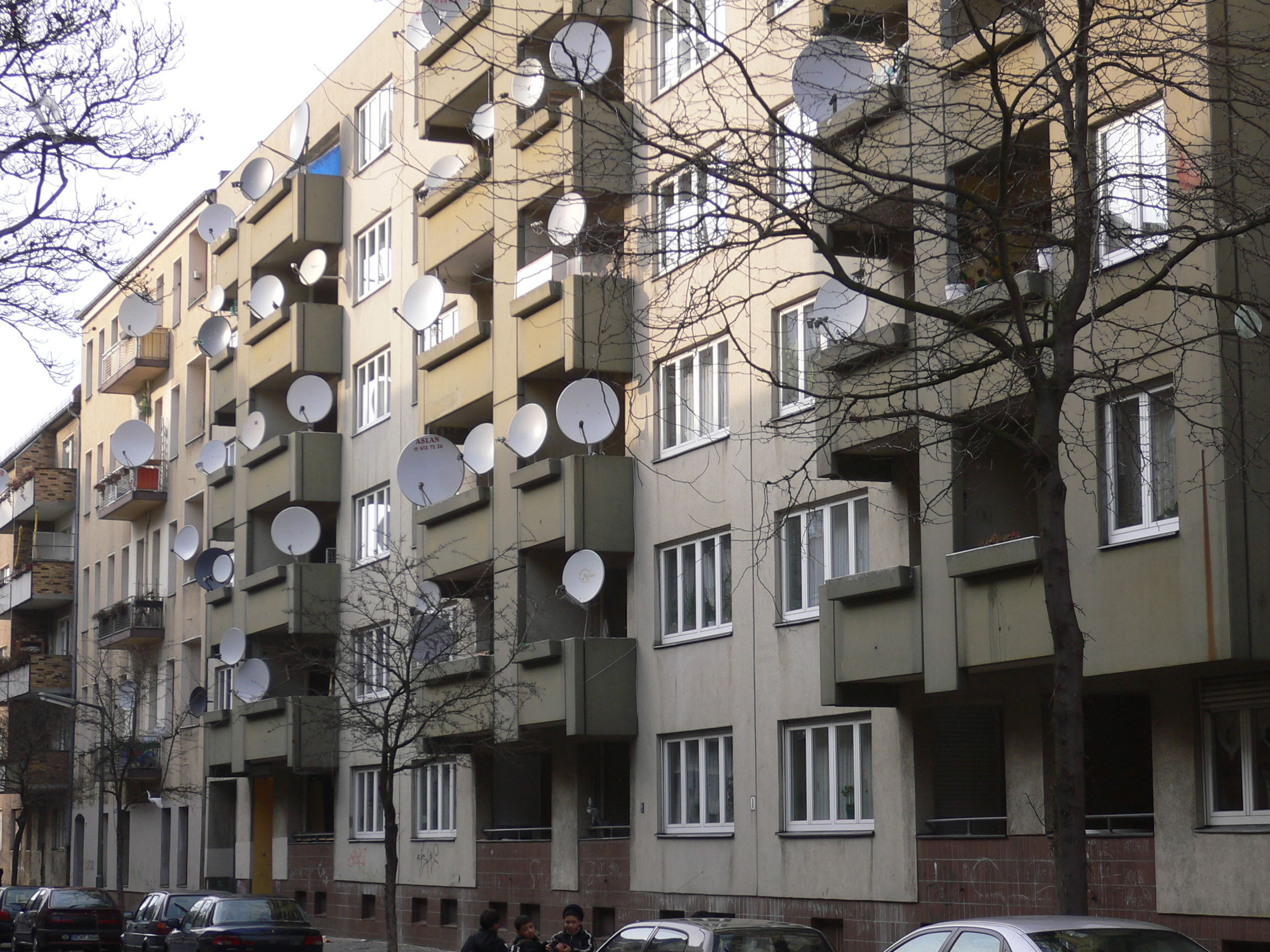
Antenes residencials

SMATV significa “Sistema d'antena col·lectiva" (en anglès, Satellite Master Antenna TV). Es defineix com un sistema dissenyat per la distribució de senyals de televisió i so a diversos receptors a partir d'un punt concret (com bloc de pisos). Aquests senyals són rebuts mitjançant una antena de recepció de senyals satèl·lits DVB-S i es pot combinar amb senyals de televisió terrestres DVB-T. Les antenes col·lectives representen un mitja de compartir costos i recursos entre diversos usuaris per la recepció de TV satèl·lit i terrenal.
Aquest sistema utilitza els senyals de diversos satèl·lits i de diverses emissions per crear un sol senyal de cable integrat, utilitzant aquest nou senyal per la seva distribució en una xarxa de cablejat.
El sistema ens permet automàticament l'adaptació dels senyals de televisió enviats pel satèl·lit amb les característiques del nostre canal SMATV. La consideració principal del sistema SMATV és la transparència de la capçalera SMATV al multiplexor digital del televisor mitjançant una recepció sense interfície en banda base, entregant així el senyal rebut al descodificador integrat del receptor IRD (receptor de l'usuari de TV digital). La condició que l'equip de capçalera sigui transparent permet tenir un equipament relativament efectiu i simple per la recepció del senyal.

## Principi de funcionament

Down-converter

Diferents tipus d'antenes parabòliques

El guany teòric (el guany directiu) d'una antena augmenta a mesura que la freqüència del senyal rebut també augmenta. El guany real però, depèn de molts altres factor, incloent-hi l'acabat superficial de l'antena, la precisió de la forma o el joc de feedhom que utilitzem. Un valor típic per una antena d'uns 60 cm rebent un senyal a 11,75 GHz és un guany d'uns 37,50 dB.

## Tipus diferents d'SMATV
Existeixen tres tipus principals de sistemes SMATV, segons el seu funcionament: SMATV sistema A, SMATV sistema B i MATV:
- SMATV sistema A: Aquest sistema es basa en la transmodulació transparent del senyal satèl·lit QPSK (DVB-S) a senyal QAM (com en el cas de DVB-C). El procés de transmodulació és transparent al contingut de la portadora i el realitza un dispositiu anomenat Transmodulador Digital Transparent (TDT).[5]
- SMATV sistema B: Aquest sistema es basa en la utilització de la modulació QPSK fins a l'usuari. Permet la recepció directa dels senyals digitals del satèl·lit realitzant una conversió de freqüència del senyal rebut a una banda apropiada a les característiques de la xarxa de distribució de l'antena col·lectiva. Segons la banda utilitzada es defineixen dos sub-sistemas: SMATV-IF (de 950-2050 MHz) i SMATV-S (de 230-470 MHz)
- MATV: Aquest últim sistema es fa servir per a instal·lacions similars a SMATV però únicament estan dedicats a la recepció de senyals terrestres DVB-T. Molts dels sistemes actuals de SMATV van ser instal·lats com a sistemes MATV i posteriorment actualitzats per rebre senyal satèl·lit i convertir-se així en sistemes SMATV.

## SMATV sistema A
El sistema SMATV A es basa en l'ús de la transmodulació dels senyals de satèl·lit QPSK a una esquema de modulació de tipus QAM. Aquest sistema també es coneix amb el nom de SMATV-DTM. Els sistema compren els següents elements:
- Unitat de capçalera de transmodulació: Es realitza la descodificació necessària i adapta el senyal de modulació de codificació per la xarxa de distribució per cable. Aquesta unitat també es coneix com el Transmodulador Transparent Digital (TDT).
- SMATV red de distribució UHF: Es tracta d'una estructura física de cable de distribució del senyal a diversos usuaris.
- Instruccions de IRD: Aquesta unitat realitza l'equació necessària per compensar la distorsió del canal, així com la desmodulació i descodificació del senyal QAM.

### Implementació del sistema SMATV A
Una implementació completa del sistema QAM es realitza segons la norma EN 300 429 i EN 300 421 amb una interfície transparent entre elles.
Amb aquesta fi, la plena aplicació del sistema SMATV A fa ús de la capa de transport MPEG-2, i segueix uns passos senyalitzats en: la seva estructura, la codificació de canal, l'assignació bit-a-símbol i en la modulació.
La codificació de canal inclou l'assignació de canal aleatòria mitjançant el Reed-Solomon (RS) i la codificació entrellaçada convolucional.
En l'arquitectura de l'aplicació completa del sistema SMATV A, la protecció d'error externa (és a dir el RS i l'entrellaçat convolucional) es realitza dues vegades independentment de la connexió per satèl·lit i el cable d'enllaç. Per tant, l'enllaç per cable s'alimenta per un error pràcticament lliure de flux de bits (QEF). En els casos en què aconseguim un excel·lent enllaç per satèl·lit, podem eliminar un procés de RS i d'entrellaçat convolucional. En aquest cas, amb un sol descodificador RS en el IRD és capaç de corregir els errors generats per l'enllaç per cable afegint els errors restants després de la descodificació Viterbi.

## SMATV sistema B
El sistema SMATV B es basa en l'ús de la modulació QPSK. El sistema SMATV B permet una recepció directa dels senyals digitals d'un satèl·lit per l'usuari IRD, connectat a una xarxa de distribució SMATV. Els elements funcionals d'aquest sistema són donats per l'especificació de referència per satèl·lit EN 300 421. Existeixen dos configuracions principals del sistema SMATV B:
- SMATV-IF (de 950-2050 MHz): En aquesta configuració, els senyals QPSK són distribuïts directament en la Freqüència Intermèdia (IF).
- SMATV-S (de 230-470 MHz): En aquesta configuració els senyals QPSK es converteixen en freqüència de banda S.

En els dos tipus de configuració el senyal satèl·lit arriba al IRD de l'usuari sense estar subjecte a cap demodulació ni transmodulació en la seva capçalera. Per tant, les característiques de la connexió per satèl·lit es mantenen.

### SMAT-IF
Aquesta configuració permet la distribució directa del senyal QPSK rebut del satèl·lit a la xarxa de distribució SMATV-IF en l'extensa banda de IF (per sobre dels 850 MHz).
L'IRD de l'usuari ha de ser capaç de sintonitzar tots els canals a la banda IF per desmodular i descodificar el senyal.
Els elements funcionals del SMATV-IF es donen en l'especificació de satèl·lit (veure EN 300 421).

### SMATV-S
Aquesta configuració requereix la conversió de freqüència dels senyals del satèl·lit en la banda IF (aproximadament 950 MHZ) a una freqüència en banda VHF/UHF, per exemple a una banda S (aproximadament de 230 MHz a 470 MHz).
El IRD de l'usuari realitza funcions similars. Per tal de compensar les distorsions del canal lineal, el filtre adaptat per a incloure capacitats d'actualització.
Una inversió en el procés de conversió de freqüència (passar de banda S a IF) pot requerir en l'usuari IRD que estigui equipat amb un sintonitzador IF.
El model de canal en banda S és similar a la banda de UHF.

## Capa de transport MPEG-2
El sistema SMATV utilitza la codificació MPEG-2 amb les especificacions definides per l'ISO/IEC CD 13818-1.
La capa de transport de dades MPEG-2 està composta de 188 bytes. Un byte d'aquests es fa servir per la sincronització. Tres bytes són utilitzats de capçalera, que conté la informació de servei, la codificació i el control de la informació. Finalment tenim els 184 bytes de dades, que també poden incloure la informació auxiliar.

## Diferents tipus d'antena

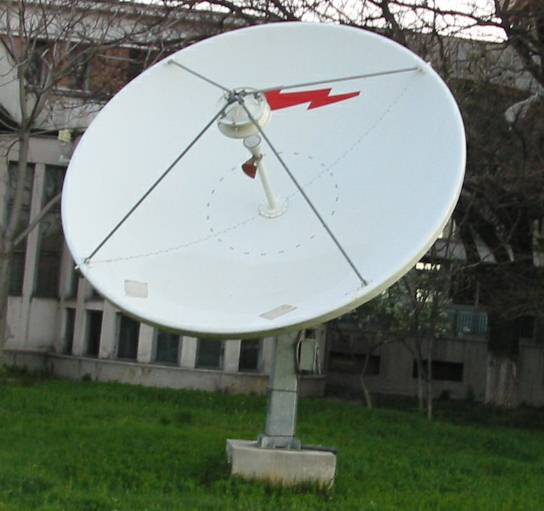
Antena banda-C

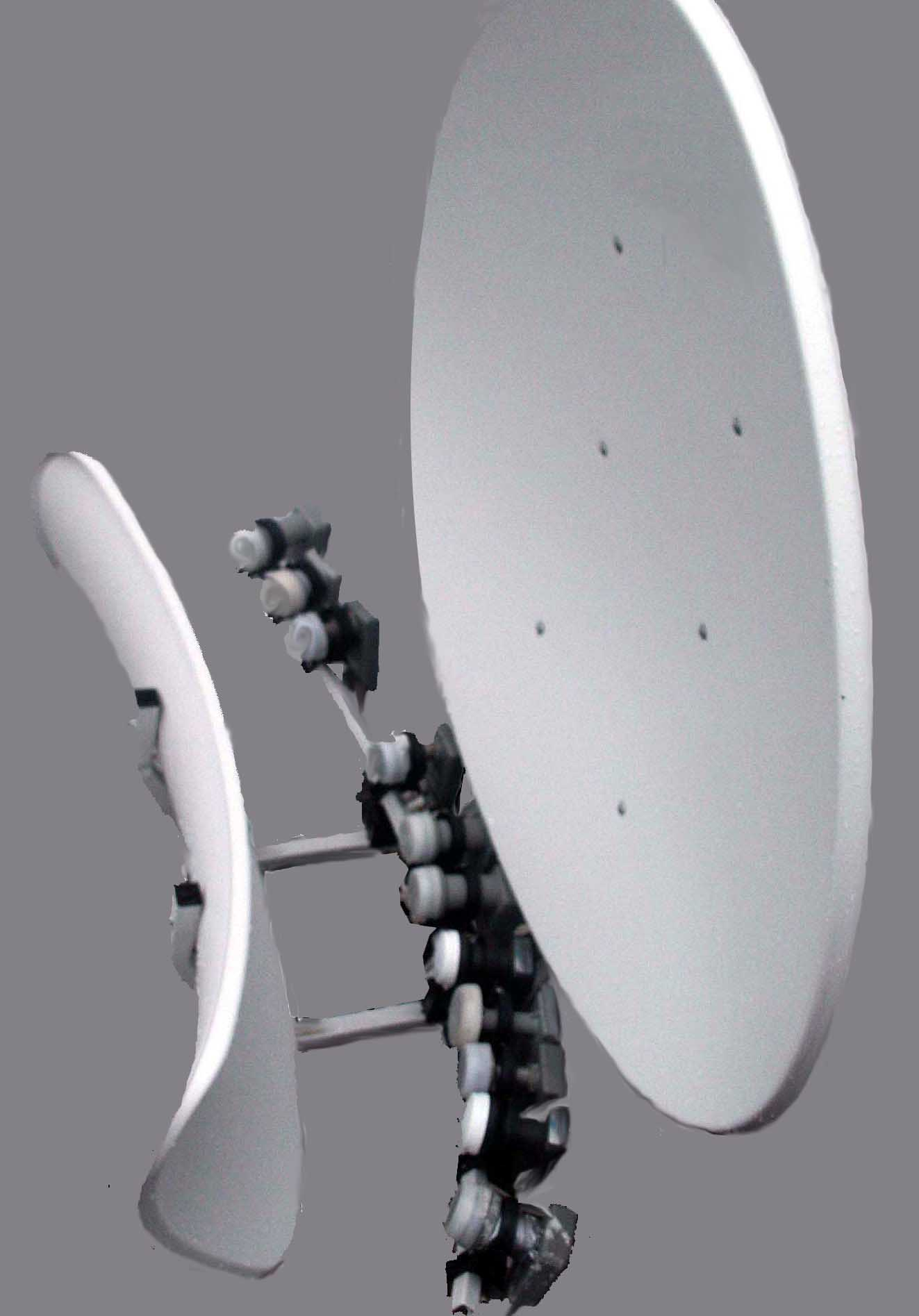
Antena per banda ku

### Antena amb motor conduït
Antena que està muntada en un suport i que està impulsada per un motor que es pot controlar per tal de fer girar l'antena, i així fer front a qualsevol posició del satèl·lit en el cel. És una antena molt utilitzada en l'ús domèstic. Aguanta tres estàndard principals: DiSEqC, USALS, i posicionadors de 36v. Hi ha molts receptors compatibles amb aquests estàndards.

### Antena Multi-satèl·lit
Antena especial de fins a 16 posicions de satèl·lit (banda Ku).
Alguns dissenys permeten la recepció simultània de diverses posicions de satèl·lit sense el plat de re-posicionament. L'eix vertical funciona com un eix còncau parabòlic reflector Cassegrain, mentre que l'eix horitzontal funciona com un Cassegrain convex. Aconsegueix amb aquestes propietats corregir l'astigmatisme per la seva curvatura variable. L'obertura el·líptica està dissenyada per adaptar-se a la il·luminació deformada. A causa del doble desbordament, això té més sentit per a un plat gran.

### VSAT
És un tipus d'antena amb una terminal d'obertura molt petita (VSAT). Això proporciona dues vies de comunicació per satèl·lit per als consumidors i per a les xarxes privades de les organitzacions. Avui en dia la majoria dels terminals VSAT operen en banda Ku, ja que la banda C està restringida a les regions menys poblades del món. Hi ha una tendència que va començar el 2005 on els satèl·lits de banda Ka operen a freqüències més altes, oferint un major rendiment a menor cost. Aquestes antenes varien des del 74 als 120 cm (29-47 polzades) en la majoria d'aplicacions.

### Ad hoc
És un tipus d'antena reflectora. Gariabé qualsevol cosa que reflecteix les freqüències de ràdio es pot definir com una antena reflectora. Això ha portat que les antenes Ad hoc pugui ser qualsevol tipus de material que realitzi una reflexió (com podria ser una tapa d'escombraries metàl·lica). Amb un LNB de baix soroll i amb la potència més gran dels satèl·lits DTH podem aconseguir obtenir un senyal útil amb alguns d'aquests plats.